# Los desastres de la guerra (sèrie de televisió)
Los desastres de la guerra va ser una sèrie de televisió, co-producció hispanofrancesa, estrenada per Televisió Espanyola el 1983.

## Argument
La sèrie narra els esdeveniments ocorreguts a Espanya entre els anys 1808 i 1814, durant la Guerra del francès contra les tropes napoleòniques. Se serveix per a això dels 82 aiguaforts que componen la sèrie de Francisco de Goya, Els desastres de la guerra que, a més, donen títol a la sèrie.

## Repartiment
- Sancho Gracia... Juan Martín, el Empecinado
- Francisco Rabal... Francisco de Goya
- Bernard Fresson ... General Leopold Hugo
- Mario Pardo
- Carlos Larrañaga
- Philippe Rouleau ... Josep Bonaparte
- Francisco Cecilio... Ferran VII d'Espanya
- Ángel Alcázar
- Manuel Alexandre
- José Bódalo
- Jean-Claude Dauphin
- Manuel de Blas
- Pedro Díez del Corral
- Fernando Fernán Gómez
- María Elena Flores
- Lola Forner
- Eduardo García
- Julio Gavilanes
- François-Eric Gendron
- Tony Isbert
- Irina Kuberskaya
- Emilio Linder
- Isabel Mestres
- Guillermo Montesinos
- Chema Muñoz
- José María Muñoz
- Antonio Orengo
- Pape Pérez
- Florence Raguideau
- Miguel Rellán
- Rodolfo Sancho
- Pierre Santini
- Julien Thomast
- Manuela Velasco
- Francisco Viejo
- Manuel Zarzo

## Fitxa tècnica
- Direcció: Mario Camus.
- Música: Antón García Abril.
- Muntatge: José Luis Berlanga.
- Fotografia: Fernando Arribas.
- Vestuari: Javier Artiñano.

## Escenaris
La sèrie es va rodar entre el 12 d'agost i el 17 de desembre de 1982 en escenaris naturals de La Granja i Riofrío, el Palau Reial de Madrid, Guadalajara, Ciudad Real, Còrdova i Cadis.

## Pressupost
La sèrie va comptar amb un pressupost de 300 milions de pessetes.